# Lyre (hydraulique)
Pour les articles homonymes, voir Lyre (homonymie).

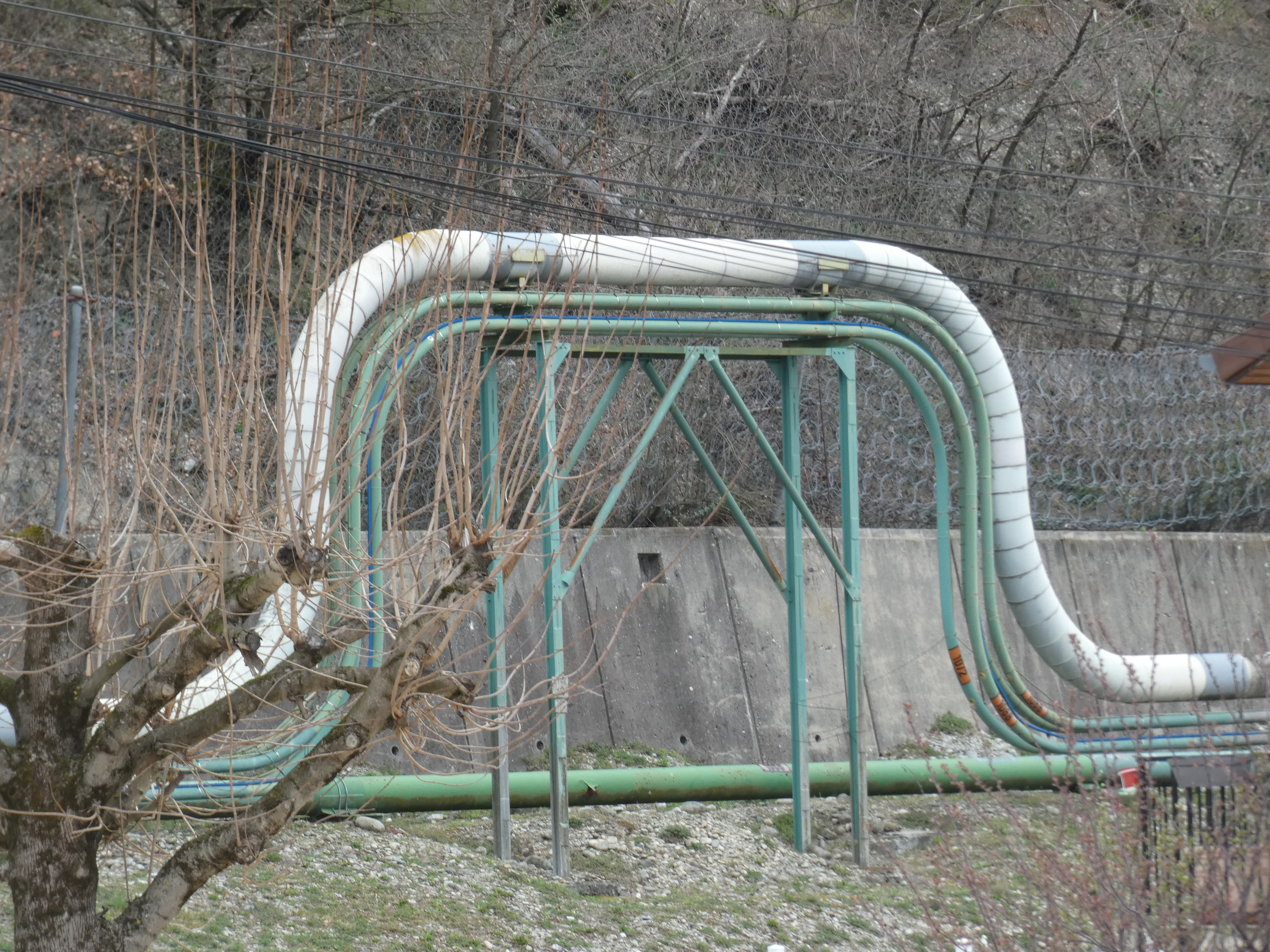
Une lyre de dilatation

Une lyre hydraulique, ou lyre de dilatation, désigne le cheminement caractéristique d'une tuyauterie, en forme de U, destiné à permettre la dilatation de cette tuyauterie sur sa longueur.
Tous les matériaux constituants les tuyauteries présentent des variations de longueur induites par les changements de température des fluides qu'elles contiennent, ou des températures ambiantes. Lorsque la longueur en ligne droite de la tuyauterie est importante, ces variations peuvent provoquer des désordres sur les points de fixation de la tuyauterie, ou sur la tuyauterie elle-même.
La gestion de ce phénomène de dilatation peut également être assurée par des compensateurs de dilatation.
Pour éviter d'amorcer un fonctionnement de siphon, la lyre hydraulique, si elle est positionnée verticalement, peut être équipée d'une soupape en partie haute.